# Hiperproteinemia
La hiperproteinemia es la concentración elevada de alguna (albúmina o globulina) de las proteínas plasmáticas, mas no indica alteraciones de las cantidades absolutas de proteínas sanguíneas. El aumento de las proteínas es relativo, cuando el incremento se debe a una hemoconcentración (Aumento en el número de hematíes) provocada por una deshidratación; o absoluto, si aumentan las proteínas totales por incremento de las síntesis de globulinas. Esta elevación de las globulinas en general se observa, en estados de defensa contra agentes infecciosos, en procesos inflamatorios crónicos, en patologías imnunomediadas como la artritis reumatoidea o el Lupus eritematoso sistémico, o como resultado de una vacunación.

## Causas

### Deshidratación
Los primeros signos clínicos de la deshidratación se aprecian cuando el peso corporal sufre una reducción del 5 al 25 %. Las causas de la disminución del volumen de agua corporal pueden ser: una reducción importante de la toma de líquido o la pérdida de líquido de origen renal o extrarrenal. Debido a esto, la naturaleza e intensidad de la sintomatología varían con el tipo y el modo de la disminución hídrica. La deshidratación produce hemoconcentración provocando aumento de albúmina y globulinas, manteniendo el cociente proteico normal.

### Hiperglobulinemia
Aumento de la cantidad de las globulinas contenidas en el plasma sanguíneo; bien de todas las variedades de globulinas, siendo hiperactivas todas las familias celulares (o clonos) secretoras: hiperglobulinemia (o disglobulinemia) policlonal; o bien solamente de una variedad: la monoclonal resultante de la actividad excesiva de un solo clono. Las globulinas se dividen en Alfa-Globulinas y Beta-Gammaglobulinas. El grupo de las Alfa-Globulinas, representan un grupo diverso de proteínas plasmáticas entre las que se encuentran las Proteínas de Fase Aguda (PFA). Las PFA son proteínas cuya síntesis se aumenta marcada y rápidamente como respuesta a fenómenos de inflamación y/o daños tisulares. La mayoría de PFA son glicoproteínas y casi todas están producidas por el parénquima hepático. Hay elevaciones significativas en esta región en procesos como: Síndrome nefrótico, administración de glucocorticoides, y algunas enfermedades hepáticas. En general, el aumento de globulinas, se produce en un cierto número de afecciones orgánicas, en las cuales las Beta-Gammaglobulinas suelen aumentar juntas (Beta y Gamma). Entre las hiperglobulinemias están: 

#### Gammapatías
Las gammapatías son trastornos que se caracterizan por la presencia de una concentración muy elevada de gammaglobulinas en la sangre.
- Gammapatia Policlonal: refleja la existencia de una hipergammaglobulinemia difusa, en la que están aumentados todos los tipos de inmunoglobulinas, como en: enfermedades inflamatorias crónicas, enfermedades hepáticas (cirrosis), enfermedades autoinmunes (lupus eritematoso sistémico (LES)), infecciones parasitarias (Kala-Azar) y enfermedades malignas.

- Gammapatia monoclonal: se caracterizan por la proliferación de una clona de células plasmáticas, que producen una proteína homogénea (componente M o paraproteína), como en: mieloma múltiple, Macroglobulinemia de Waldenström, gammapatías monoclonales de significado indeterminado y amiloidosis primaria.

## Proteínas plasmáticas

### Síntesis
se da en:
- El hígado.
- Sistema retículo-endotelial/Sistema mononuclear fagocítico: médula ósea, ganglios linfáticos, células linfoides y células plasmáticas.

### Degradación o pérdida
se da por:
- Catabolismo (endoteliales, fagocitos, fibroblastos, etcétera).
- Pérdidas por filtración glomerular.
- Pérdidas a través de la pared intestinal.

### Análisis y cuantificación
- la concentración total de proteínas se determina cuantitativamente por el método de Biuret.
- la información cualitativa de las proteínas se determina por medio de una electroforesis, y con los resultados de esta se hace un proteinograma.

representación de los resultados los valores proteicos normales obtenidos por medio de una electroforesis (proteinograma).

### Valores proteicos normales
Proteínas totales: 6.0-8.8 g/100 ml.
Proteínas detectadas por electroforesis:
- Albúmina 3.5 g/100 ml.
- Globulina α1 0.2-0.4 g/100 ml.
- Globulina α2 0.4-0.7 g/100 ml.
- Globulina β 0.7-0.9 g/100 ml.
- Globulina γ 0.9-1,5 g/100 ml.

## Enfermedades relacionadas
| variaciones de las fracciones proteicas | Enfermedades relacionadas |
| --------------------------------------- | --- |
| aumento de las proteínas Globulina α1.  | - Enfermedad inflamatoria crónica (por ejemplo artritis reumatoidea, LES). - Enfermedad inflamatoria aguda. - Malignidad (neoplasia maligna).                                                                                           |
| aumento de las proteínas Globulina α2.  | - Inflamación aguda. - Inflamación crónica. |
| aumento de las proteínas Globulina β.   | - Hiperlipoproteinemia (por ejemplo, hipercolesterolemia familiar). - Terapia de estrógenos. |
| aumento de las proteínas Globulina γ.   | - Mieloma múltiple. - Enfermedad inflamatoria crónica (por ejemplo artritis reumatoidea, Lupus eritematoso sistémico - LES). - Hiperinmunización. - Infección aguda. - Macroglobulinemia de Waldenstrom. - Enfermedad hepática crónica. |
| aumento de la albúmina.                 | - deshidratación. - LCR. - meningitis bacteriana. - síndrome de Guillain Barre. - trauma. |

Al haber hiperproteinemia, el hígado comienza a degradar el exceso de proteínas, lo que produce aumento de urea, lo cual conlleva a la diuresis osmótica, que es el aumento de la micción debido a la presencia de ciertas substancias en el líquido filtrado por los riñones. Este líquido finalmente se convierte en orina. Estas sustancias provocan que llegue agua adicional a la orina, lo que incrementa su cantidad.